# Антиколи Корадо
Антиколи Корадо (итал. Anticoli Corrado) је насеље у Италији у округу Рим, региону Лацио.
Према процени из 2011. у насељу је живело 886 становника. Насеље се налази на надморској висини од 551 м.

## Становништво
Према резултатима пописа становништва 2011. у општини је живело 942 становника.
| 1931. | 1936. | 1951. | 1961. | 1971. | 1981. | 1991. | 2001. | 2011. |
| ----- | ----- | ----- | ----- | ----- | ----- | ----- | ----- | ----- |
| 1.469 | 1.508 | 1.257 | 1.109 | 996   | 931   | 940   | 910   | 942   |

## Партнерски градови
- Аркос де ла Фронтера